# Громадянство Латвії
Громадянство Латвії — стійкий правовий зв'язок (фізичної) особи з латвійською державою.
У Латвії на початок 2016 року проживало 1 804 392 її громадян, складаючи 84,1 % жителів країни. 
Станом на 1 січня 2016 року 139 779 громадян Латвії проживали за кордоном, головним чином у Британії (53 875), Ірландії (17 356), США (14 009) та Німеччині (12 190). На 2010 рік, більше 30 000 громадян Латвії мали подвійне громадянство.